# 15019 Gingold
15019 Gingold (1998 SW75) là một tiểu hành tinh vành đai chính được phát hiện ngày 29 tháng 9 năm 1998 bởi Nhóm nghiên cứu tiểu hành tinh gần Trái Đất phòng thí nghiệm Lincoln ở Socorro.